# سولومون بيج
سولومون بيج (بالإنجليزية: Solomon Page)‏ هو لاعب كرة قدم أمريكية أمريكي، ولد في 27 فبراير 1976 في بيتسبرغ في الولايات المتحدة.

## وصلات خارجية
- سولومون بيج على موقع مرجع كرة القدم المحترفة.كوم (الإنجليزية)